# Маклаки (Калужская область)
Маклаки — село в Думиничском районе Калужской области России. Административный центр СП «Село Маклаки».
Село расположено в 26 км от райцентра на р. Растворовка.

## Население
| 2002 | 2010 |
| ---- | ---- |
| 266  | ↘229 |

## История
Историю села описал Илья Соснер в своей работе
«Село Маклаки — имение князей Львовых»

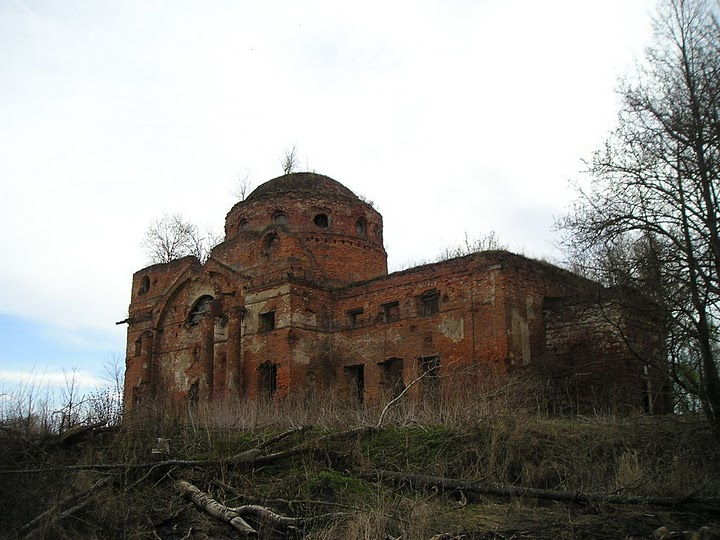
Старая церковь в Маклаках

В XVIII веке село принадлежало князьям Львовым. В 1808—1811 годах С. Н. Львов построил здесь каменную церковь во имя Знамения Пресвятой Богородицы. С начала XIX века Маклаки перешли во владение князя Урусова, с 1830 — Скобелевых.
В 1859 году во владельческом селе Маклаки насчитывалось 84 дворов, в которых проживало 446 душ мужского пола и 494 — женского.
С 1861 года село — центр Маклаковской волости. В том же году в селе открылась первая на территории нынешнего Думиничского района земская школа.
В 1914 году в Маклаках проживало 1560 чел., в том числе 840 мужчин и 720 женщин.
Данные Калужского государственного архива говорят о том, что в селе Маклаки в 1921 году было 263 двора. В селе было три общины: Хохловка — 96 дворов, Выползова — 78 дворов, Ивановская — 73 двора, а также расположенные рядом поселок Малеево — 10 дворов, в котором существовала сельскохозяйственная артель, и хутор Маклаковской волости при селе Маклаки — 6 дворов.
В селе работали больница, почтово-телеграфное отделение, страховая контора, лесничество, народная школа, телеграфная станция, две водяные мельницы.
В 1942 году в ходе военных действий была сожжена больница, устроенная в деревянном помещичьем доме.

Братская могила

В 1954 году в результате объединения колхозов и их реорганизации образован совхоз «Маклаковский». В 1956 году Маклаковский совхоз и сельсовет объединились с Зимницким. Новые совхоз и сельсовет назывались «Зимницкий», но их центр был в Маклаках.
В феврале 1968 их снова разъединили, образовался совхоз «Восход».
Маклаковская больница в 1970-е годы переведена в Новослободск.
Совхоз «Восход» в 1993 реорганизован в СПК «Маклаковский», в 2005 признан банкротом, большую часть его имущества выкупил фермер В. С. Волчков. На 2012 год в фермерском хозяйстве Волчкова 600 га сельхозугодий, молочная ферма на 76 коров, свиноферма.
В 2007 году объявлено о строительстве в Маклаках цементного завода мощностью 3,5 млн тонн,
работы начаты в августе 2011 года.

## Разное
В селе есть библиотека, ФАП, почта, клуб, магазин. Работает Музей боевой славы имени М. Т. Егорцева, основанный местным краеведом Н. А. Чумаковым.
Школу закрыли в 2010 г.
В селе действует КФХ «Волчков В. С.» и КФХ «Волчков А. В.». Началось строительство цементного завода в 3 километрах на юг от села (ООО «Калужский цементный завод»). Идут подготовительные работы по восстановлению церкви. Завод обещает восстановить школу и открыть детский сад.

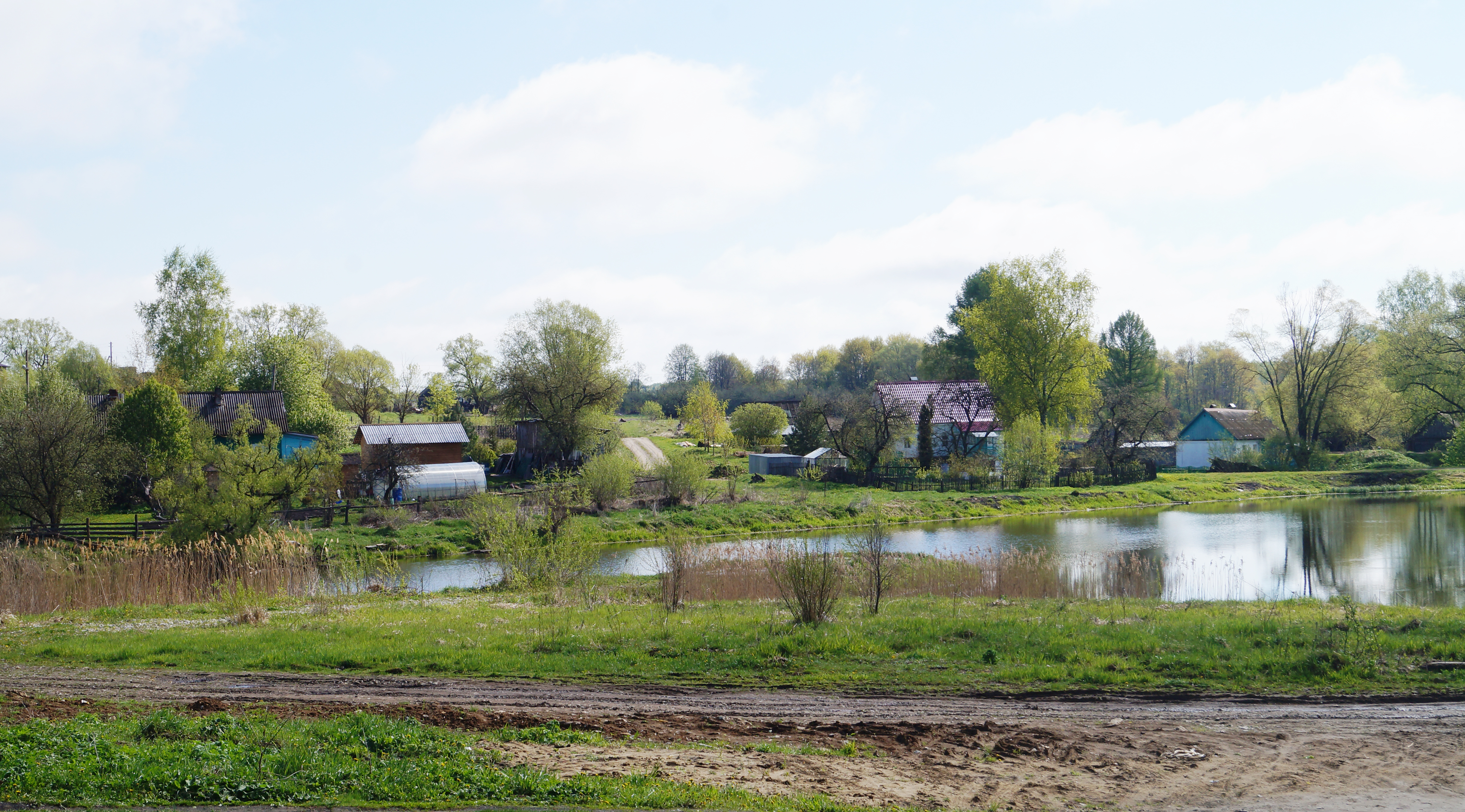
Пруд

## Знаменитые земляки
В с. Маклаки родился Иван Иванович Туляков (30.03.1914 — 1998), Герой Социалистического труда (1971 г.), бригадир СУ-174 треста «Мосстроймонтаж».
В с. Маклаки родился Пётр Ильич Думкин - плотник Днепростроя.

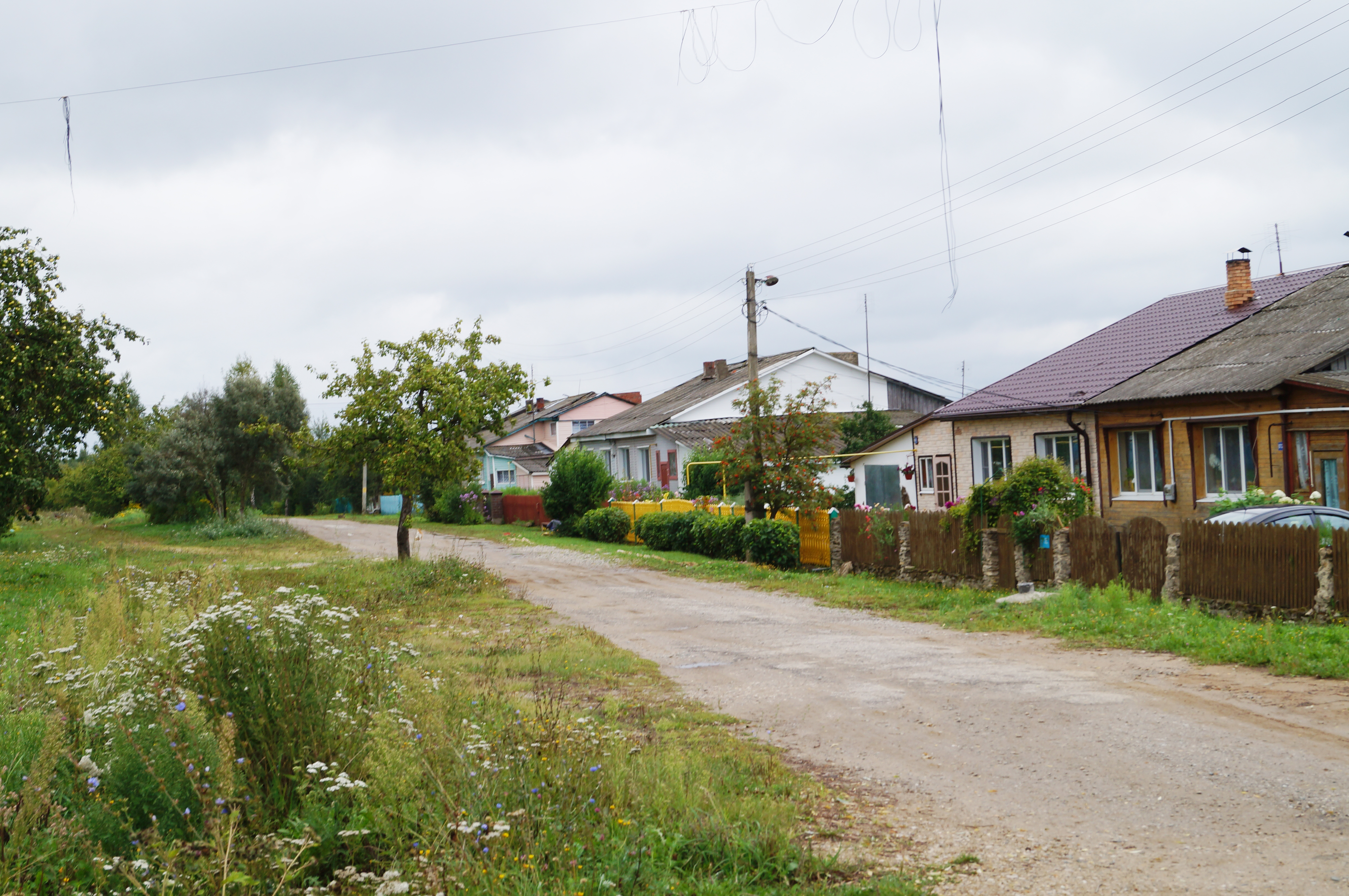
Улица

## Достопримечательности
- Церковь во имя Знамения Пресвятой Богородицы, построенная в 1813—1818 гг., — памятник архитектуры эпохи раннего классицизма с двойным куполом, внутренний из которых украшен деревянной резьбой. Колокольня не сохранилась. Трапезная, примыкавшая к храму, сгорела во время Великой Отечественной войны, но кирпичный каркас её цел и прочен. Церковь действовала до 1937.